# Rhyssemus ferenczi
Rhyssemus ferenczi är en skalbaggsart som beskrevs av S. Endrödi 1976. Rhyssemus ferenczi ingår i släktet Rhyssemus och familjen Aphodiidae. Inga underarter finns listade i Catalogue of Life.